# Intercanvi de claus Diffie-Hellman
En criptografia, l'intercanvi de claus Diffie-Hellman, que pren el nom dels seus autors Whitfield Diffie i Martin Hellman, és un mètode per la qual dues persones designades convencionalment Alice i Bob es poden posar d'acord sobre un nombre (que poden fer servir com clau per xifrar la conversa que segueix a l'intercanvi) sense que una tercera persona anomenada Eva pugui descobrir el nombre encara que estigui escoltant.

## Principi

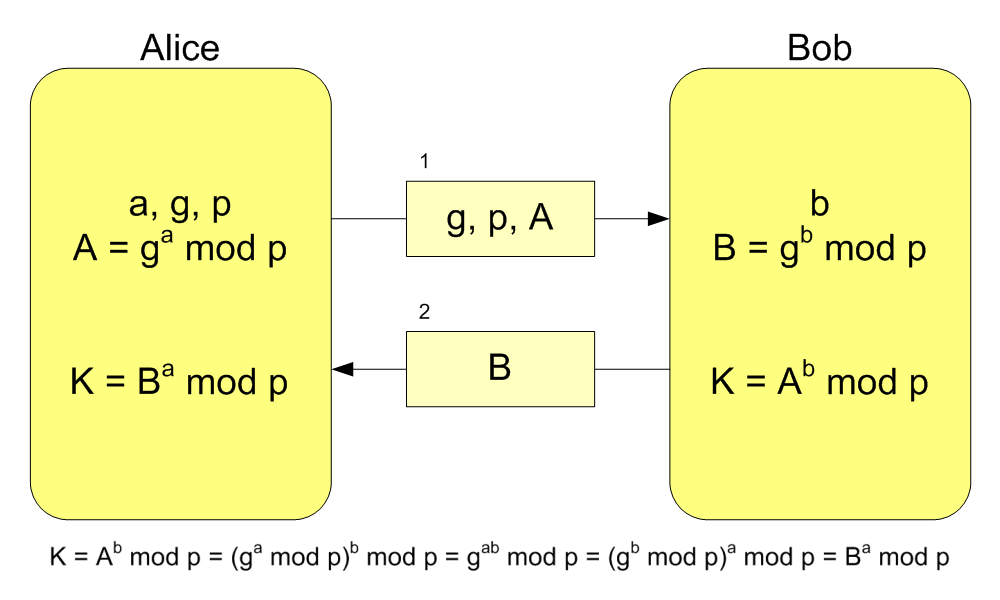
Principi d'un intercanvi de claus Diffie-Hellman

A continuació es detallen els passos en l'intercanvi de claus:
- Alice i Bob escullen un grup (o bé un cos finit, del qual no utilitzen més que la multiplicació, o bé una corba el·líptica i un element generador g d'aquest grup.
- Alice escull un nombre a l'atzar a, eleva g a la potència a, i diu a Bob ga [mod p].
- Bob fa el mateix amb el nombre b.
- Alice, elevant el nombre rebut de Bob a la potència a, obté gba [mod p].
- Bob fa el càlcul anàleg i obté gab [mod p], que és el mateix. Però com que és difícil invertir la funció exponencial en un cos finit, és a dir, calcular el logaritme discret, llavors Eva no pot descobrir a i b i, per tant, no pot calcular gab [mod p].

## Exemple
| Alice  |                       |            |
| Secret | Públic                | Càlcul     |
|        | p, g                  |            |
| a      |                       |            |
|        |                       | ga [mod p] |
|        | …                     |            |
|        | (gb [mod p])a [mod p] |            |

|                              |
|                              |
|                              |
|                              |
|                              |
| {\displaystyle \rightarrow } |
| {\displaystyle \leftarrow }  |
| =                            |

| Bob        |                       |        |
| Càlcul     | Públic                | Secret |
|            | p, g                  |        |
|            |                       | b      |
|            | …                     |        |
| gb [mod p] |                       |        |
|            | (ga [mod p])b [mod p] |        |

1. Alice i Bob escullen un nombre primer p i una base g. En el nostre exemple p=23 i g=3
2. Alice escull un nombre secret a =6
3. Envia a Bob el valor ga [mod p] = 3⁶ [23] = 16
4. Bob escull al seu torn un nombre secret b =15
5. Bob envia a Alice el valor gb [mod p] = 315 [23] = 12
6. Ara Alice pot calcular la clau secreta: (gb[mod p])a [mod p] = 12⁶ [23] = 9
7. Bob fa el mateix i obté la mateixa clau que Alice: (ga [mod p])b [mod p ] = 1615 [23] = 9

## Fonament matemàtic
El concepte fa servir la noció de grup multiplicatiu amb enters ([mòdul] p) amb p un nombre primer. En resum, les operacions matemàtiques (multiplicació, potència, divisió) es fan servir tals qual però el resultat s'ha de dividir entre pn per obtenir el residu ([mòdul]). Els grups tenen la propietat associativa de les potències, la igualtat (gb)a [p] = (ga)b [p] és vàlida i les dues parts obtenen realment la mateixa clau secreta.
La seguretat d'aquest protocol resideix en la dificultat del problema del logaritme discret: perquè Eva trobi gab a partir de ga i gb, ha d'elevar l'un o l'altre a la potència b o a la potència a respectivament. Però deduir a (resp. b) gràcies a ga [p ] (resp. g b [p]) és un problema que no se sap resoldre eficientment. Eva es troba per tant en la impossibilitat (des del punt de vista de potència de càlcul) de deduir gab [p].
Cal tanmateix que el grup de sortida sigui ben escollit i que els nombres que es fan servir siguin prou grans per evitar un atac per la força bruta.

## L'atac de l'home del mig
Aquest protocol és vulnerable a l'atac de l'home del mig que implica un agressor interposat capaç de llegir i de modificar tots els missatges intercanviats entre Alice i Bob.
Aquest atac es basa en la intercepció dels nombres ga  [p] i gb [p] cosa que és fàcil, ja que són intercanviats en clar; l'element g se suposa conegut per tots els agressors.
Per trobar els nombres a i b i així trencar completament l'intercanvi, cal calcular el logaritme discret dels nombres ga [p] i gb [p], cosa impossible a la pràctica.
Però en l'atac de l'home del mig, l'agressor se situa entre Alice i Bob, intercepta la clau g a  [p] enviada per Alice i envia a Bob una clau diferent g a ' [p ], fent-se passar per Alice.
Igualment, reemplaça la clau g b [p] enviada per Bob a Alice per una clau gb ' [p], fent-se passar per Bob.
L'agressor pot així comunicar-se amb Alice fent servir la clau compartida g ab ' [p] i comunicar-se amb Bob fent servir la clau compartida g a'b [p].
Alice i Bob creuen així haver intercanviat una clau secreta, mentre que en realitat tenen cadascun una clau secreta intercanviada amb l'agressor, l'home del mig.

## Solució
La forma clàssica d'aturar aquest atac consisteix a signar els intercanvis de valors amb l'ajuda d'un parell de claus asimètriques certificades per una tercera part fiable, o de las qual les meitats públiques han estat intercanviades abans pels dos participants.
Així Alice pot tenir la seguretat que la clau que rep prové efectivament de Bob, i inversament per a Bob.